# Pak Sŏngch'ŏl

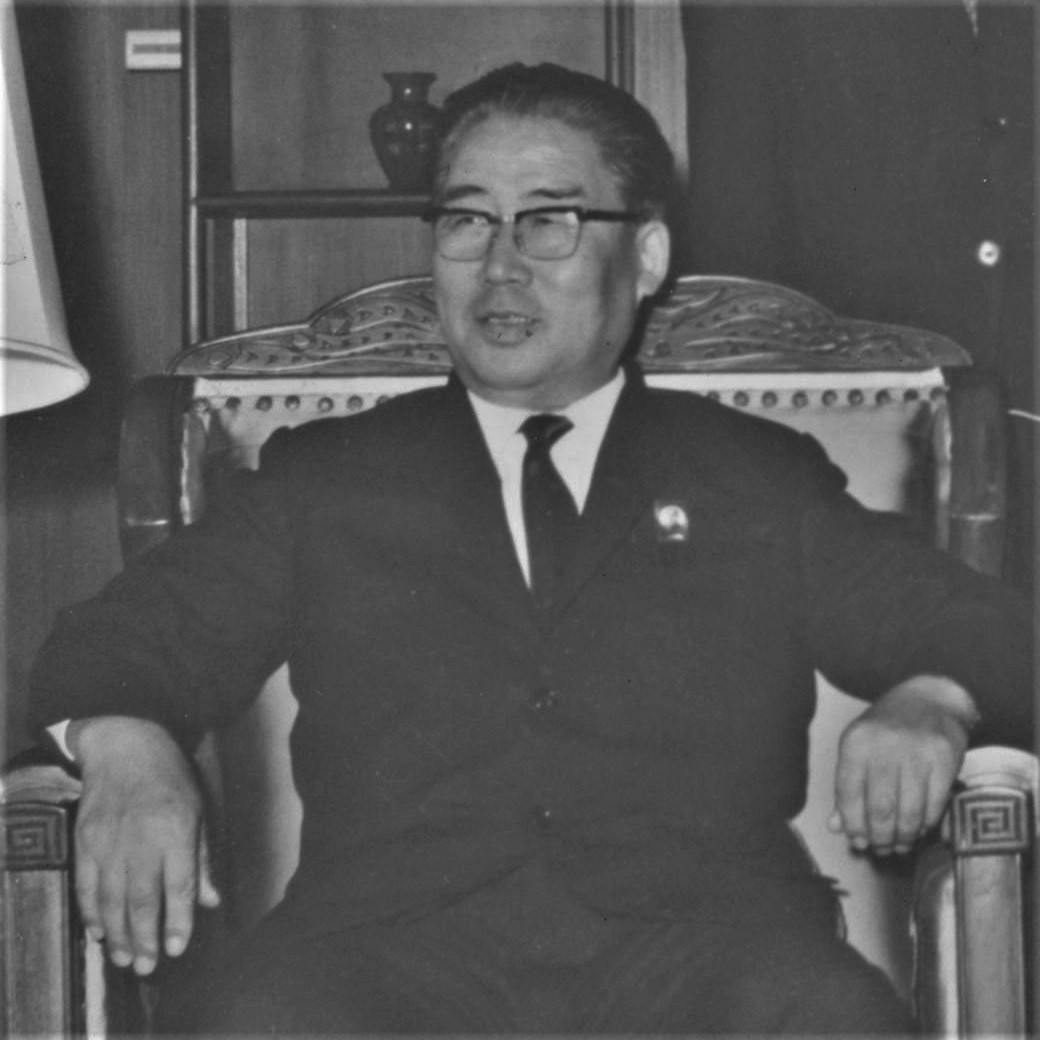
Pak Sŏngch'ŏl vào năm 1973

Pak Sŏngch'ŏl, Pak Song-chol hoặc Park Sung-chul (2 tháng 9 năm 1913 – 28 tháng 10 năm 2008) là thủ tướng của CHDCND Triều Tiên từ năm 1976 đến 1977. Ông kế nhiệm Kim Il.
Lần cuối ông xuất hiện trước công chúng là vào tháng 9 năm 2003.
Ông là một trong những nhà lãnh đạo sống lâu nhất trên thế giới.